# Concremiers
Concremiers ist eine französische Gemeinde mit 595 Einwohnern (Stand: 1. Januar 2022) im Département Indre in der Region Centre-Val de Loire; sie gehört zum Arrondissement Le Blanc und zum Kanton Le Blanc. Die Einwohner werden Concrémiérois genannt.

## Geographie
Concremiers liegt etwa 60 Kilometer ostnordöstlich von Poitiers am Anglin. Umgeben wird Concremiers von den Nachbargemeinden Saint-Aigny im Norden, Le Blanc im Norden und Nordosten, Mauvières im Osten, Saint-Hilaire-sur-Benaize im Süden und Südosten, Béthines im Süden und Südwesten sowie Ingrandes im Westen.

## Bevölkerungsentwicklung
| Jahr                      | 1962 | 1968 | 1975 | 1982 | 1990 | 1999 | 2006 | 2013 |
| Einwohner                 | 679  | 646  | 601  | 608  | 629  | 610  | 630  | 654  |
| Quelle: Cassini und INSEE |      |      |      |      |      |      |      |      |

## Sehenswürdigkeiten
- Kirche Saint-Martin
- Schloss Forges aus dem 15. Jahrhundert, seit 1964 Monument historique
- Herrenhaus von Rolnier aus dem 15. Jahrhundert

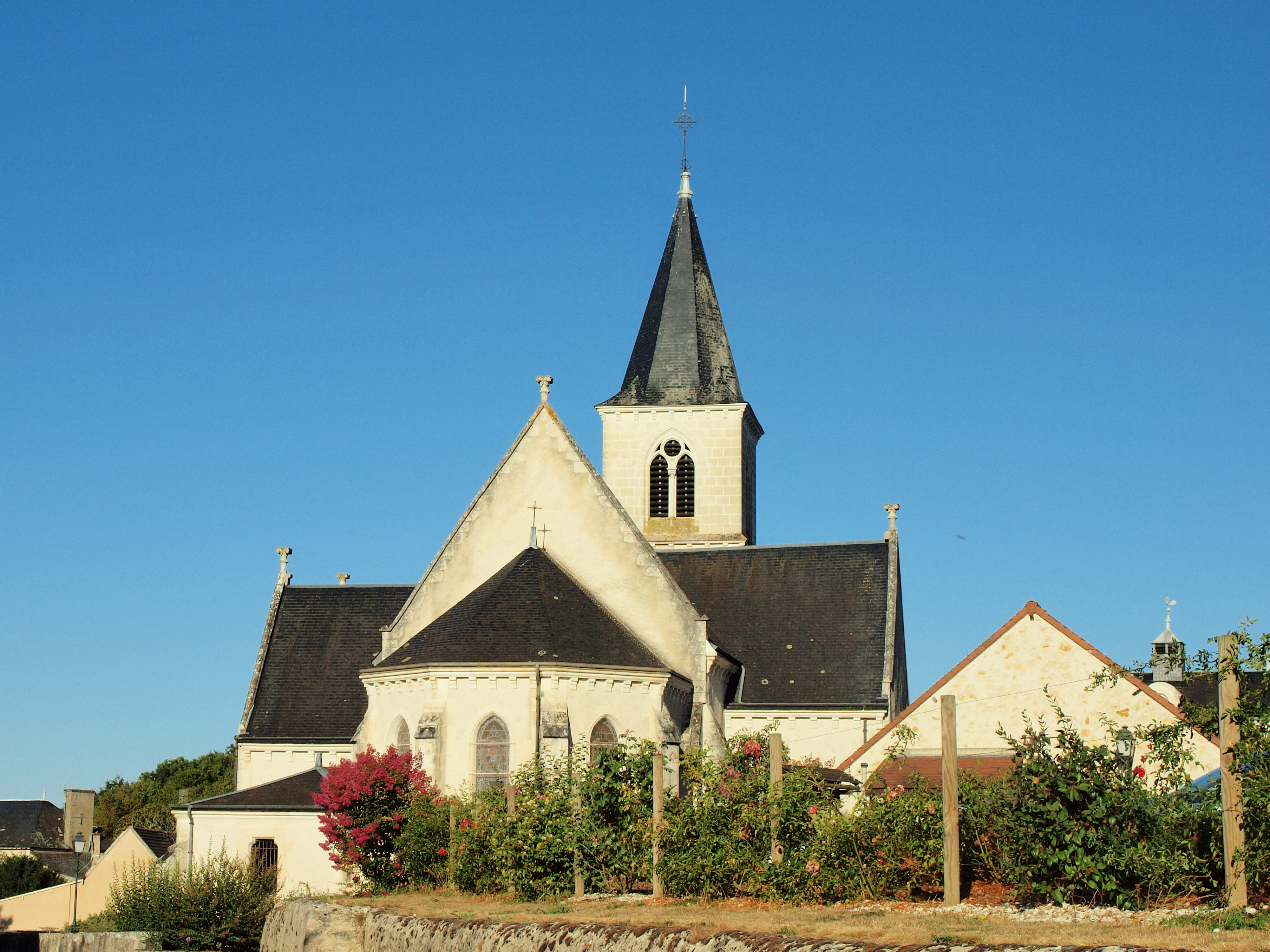
Kirche Saint-Martin
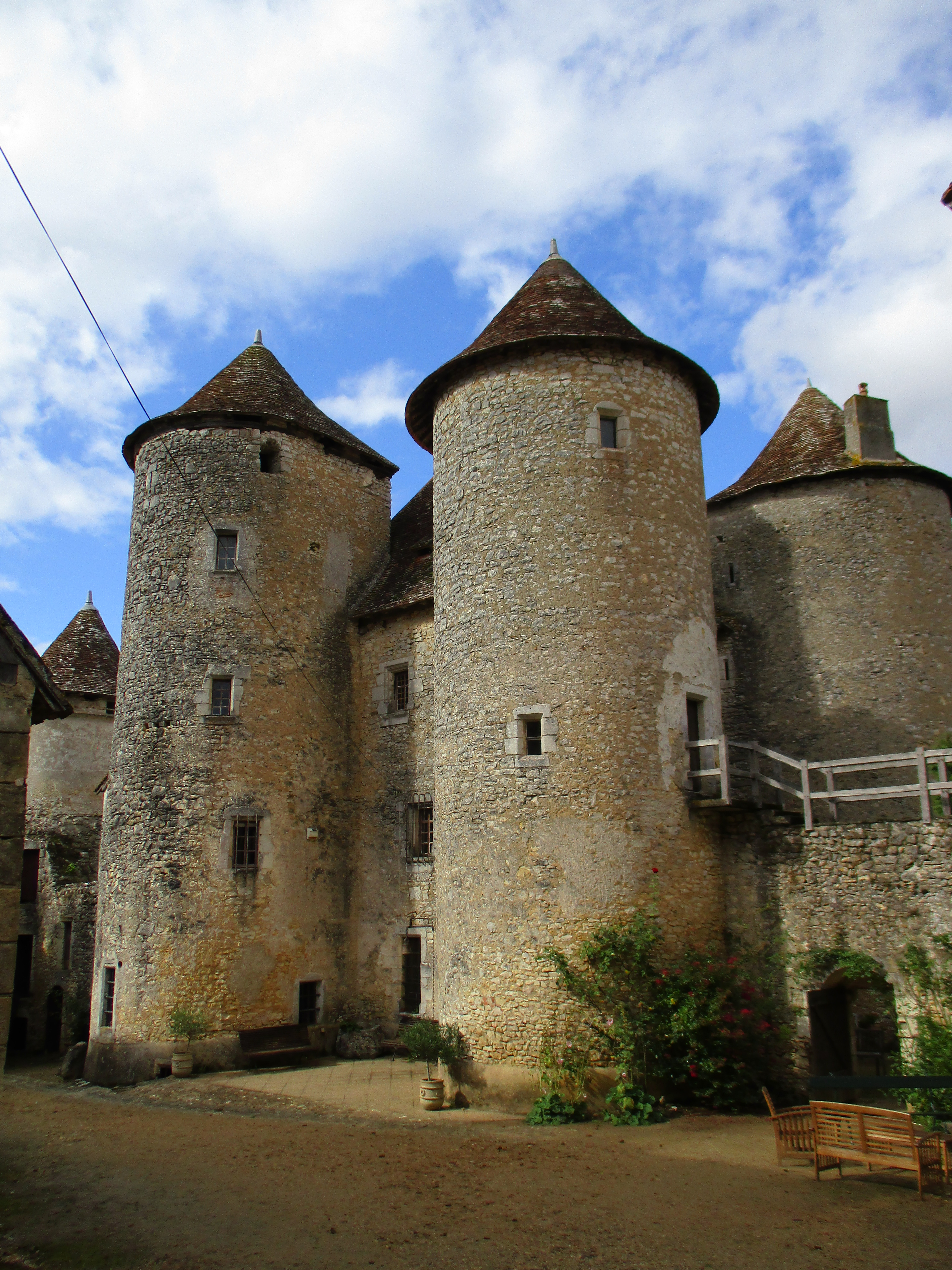
Schloss Forges